# Katharina Grosse

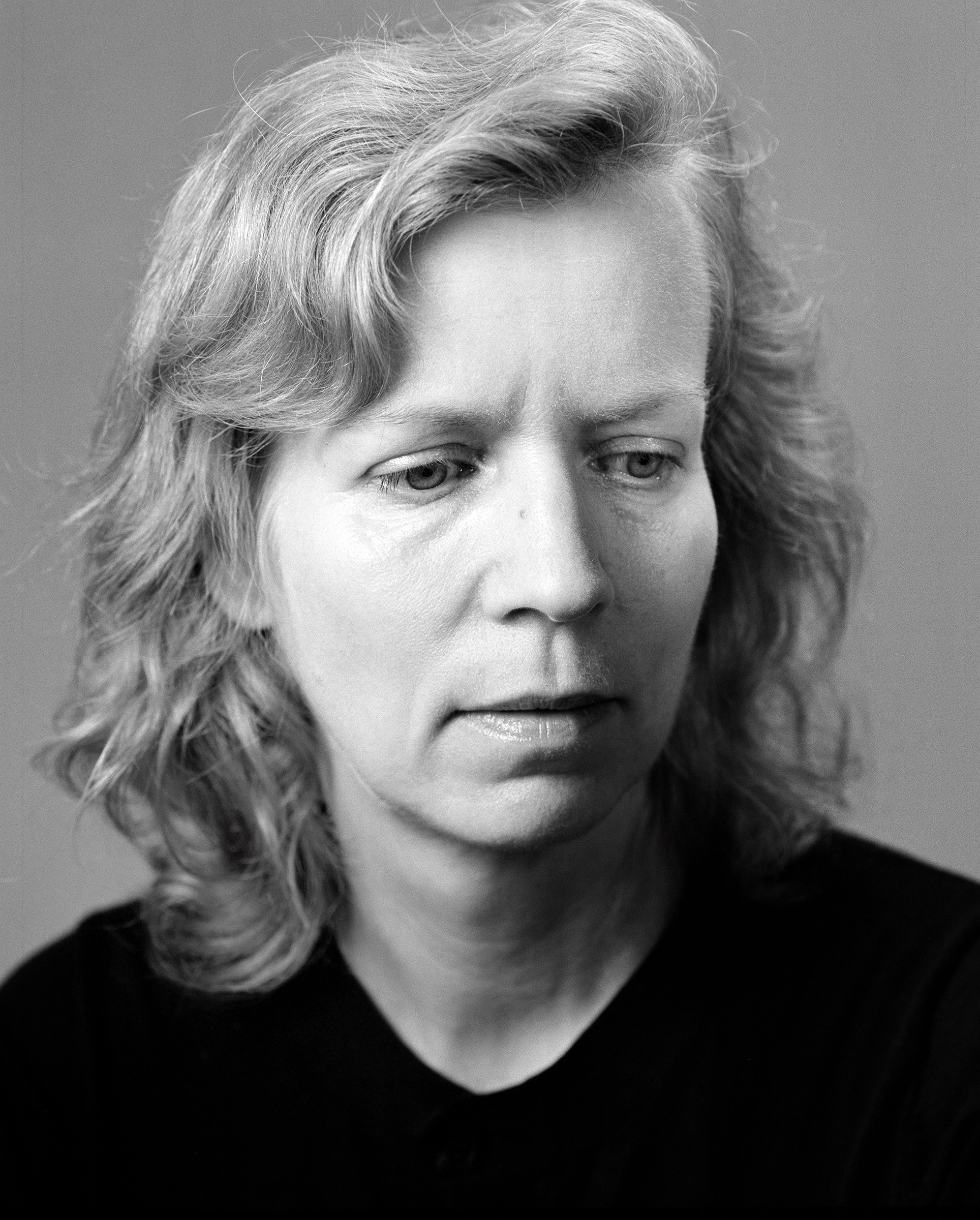
Katharina Grosse fotografiert von Oliver Mark, Berlin 2011

Katharina Grosse (* 2. Oktober 1961 in Freiburg im Breisgau) ist eine deutsche Künstlerin.

## Leben

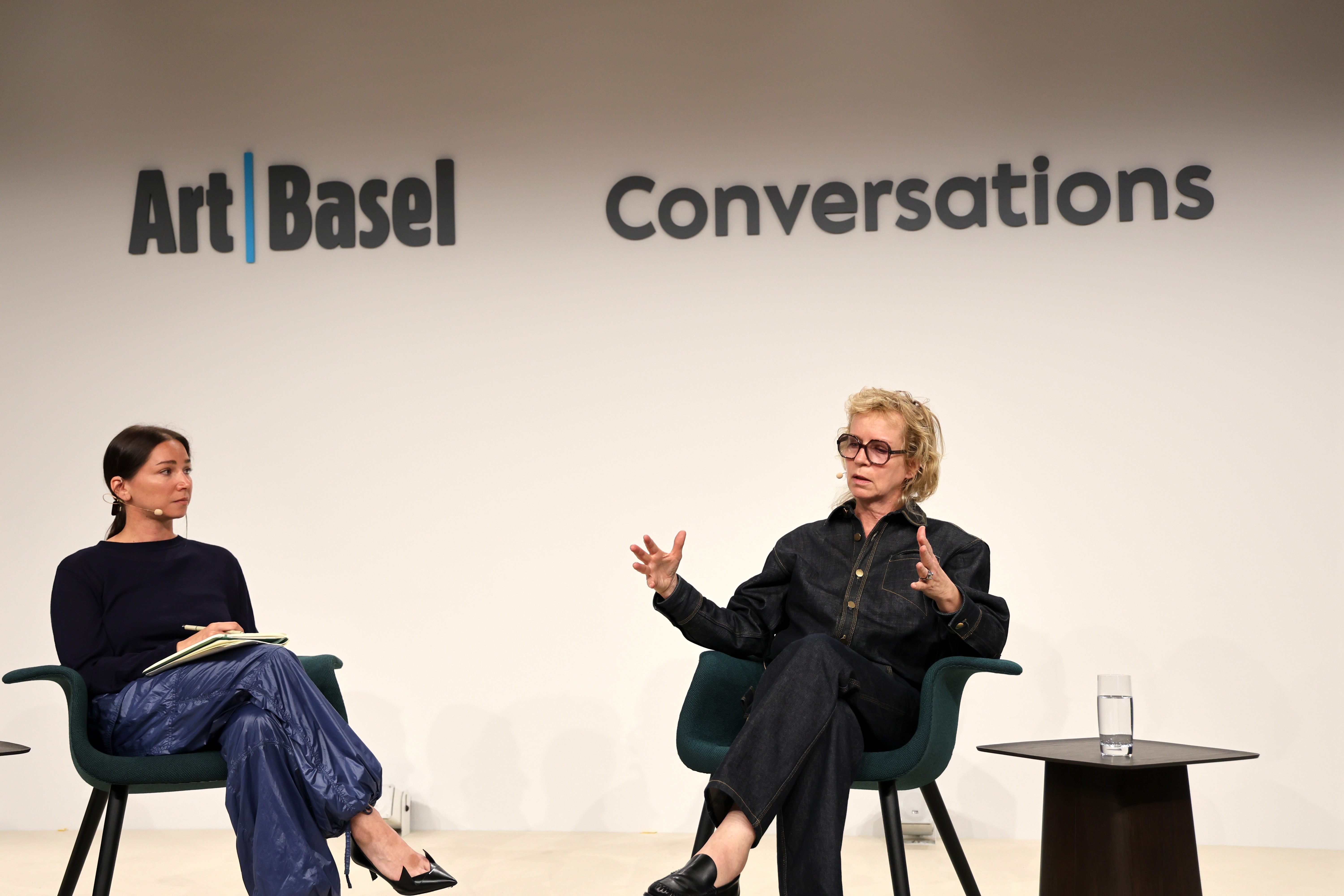
Natalia Grabowska und Katharina Grosse an der Art Basel, 2025

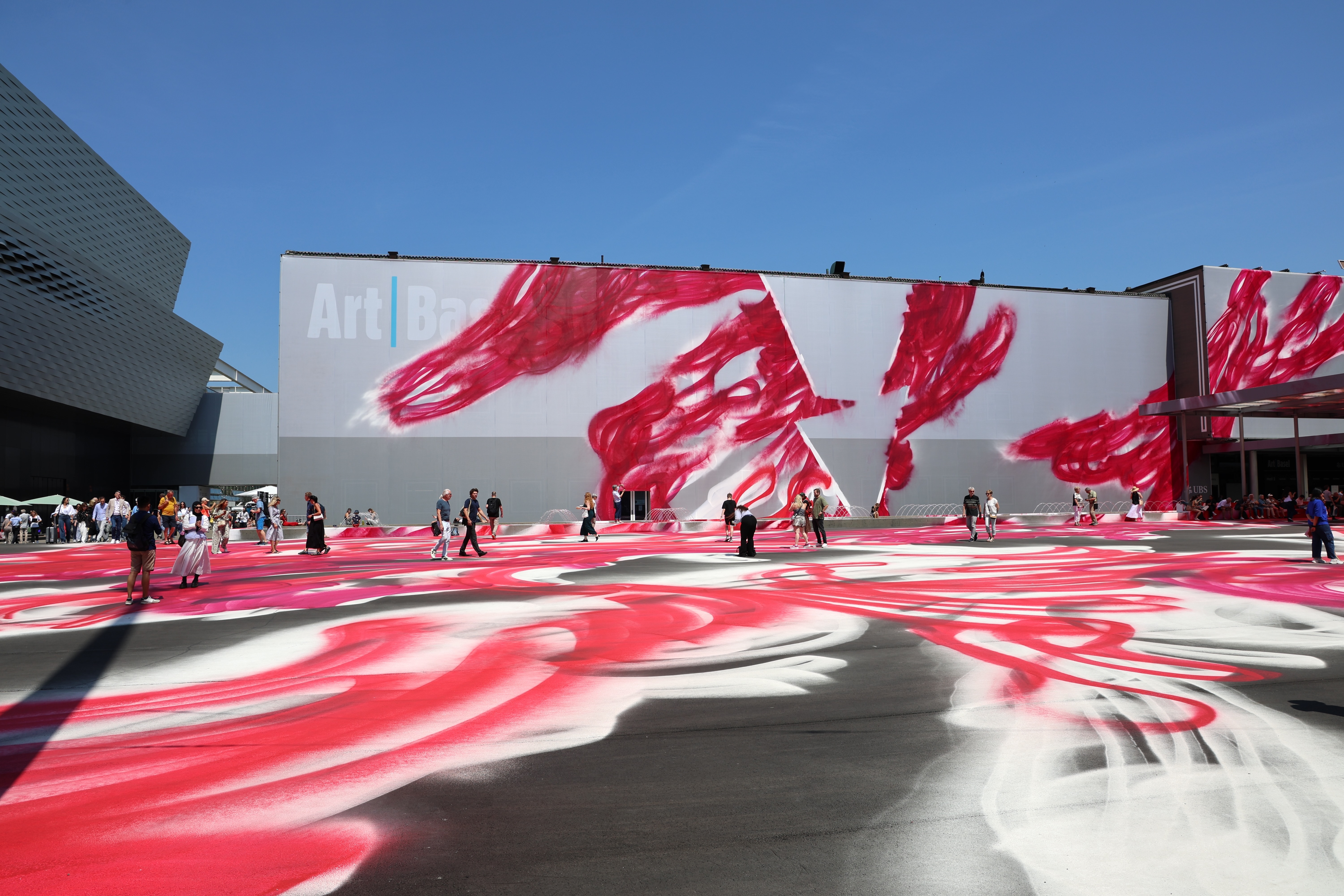
Choir, Installation auf dem Messeplatz anlässlich der Art Basel, 2025

Katharina Grosse ist Tochter der Künstlerin Barbara Grosse und des Germanisten und späteren Rektors der Ruhr-Universität Bochum Siegfried Grosse. Sie besuchte die Schule in Bochum.
Grosse studierte an den Kunstakademien Münster und Düsseldorf bei Norbert Tadeusz und Gotthard Graubner. Sie war Professorin an der Kunsthochschule Berlin-Weißensee (2000–2010) und Professorin für Malerei an der Kunstakademie Düsseldorf (2010–2018). Seit 2010 ist sie Mitglied der Akademie der Künste Berlin. Katharina Grosse lebt und arbeitet in Berlin.

## Werk
Ohne Titel von Katharina Grosse (2013) aus dem Bestand der Staatsgalerie Stuttgart

Link zum Bild

Katharina Grosse verwendet für ihre Malerei eine mit Kompressor betriebene Spritzpistole. Die ersten mit der Spritzpistolen-Technik gemalten Wandarbeiten schuf Grosse 1998 in Sydney als Beitrag zur 11th Biennale of Sydney oder im selben Jahr in der Kunsthalle Bern. In den Folgejahren besprayte Grosse größere Flächen, die sich ab 2001 auch im Außenraum fortsetzen. Die installativen Dispositionen der Arbeiten werden dabei immer komplexer: Boden und Decke werden mit zum Malgrund, Schutt und Stein wird aufgeschüttet, Möbelstücke, Stoffe, Objekte und Gegenstände einbezogen. Museen, Privathäuser, Plakatflächen, Treppenhäuser, Kantinen und Trainingsräume wurden bemalt. Die Sprayarbeiten schaffen Kontrapunkte und Irritationen, die eine Illusion, eine falsche Wahrnehmung der Wirklichkeit, schaffen.
Für das deutsche Modemagazin Vogue gestaltete Grosse zusammen mit der Schriftstellerin Annika Reich die Januar-Ausgabe 2020 unter dem Titel Imagine: Wir machen das.

## Werke in öffentlichen Sammlungen
Werke von Katharina Grosse befinden sich unter anderem in Museumssammlungen wie dem Centre Georges-Pompidou, Paris, im Kunsthaus Zürich, in der Staatsgalerie Stuttgart, im Kunstmuseum Bonn, im Albertinum (Dresden), Dresden, in der Städtischen Galerie im Lenbachhaus, München, im Museum für Neue Kunst, Freiburg, im Museu Serralves, Porto, im Sprengel Museum Hannover, Arken Museum für moderne Kunst, Kopenhagen, Sammlung des De Pont Museums, Tilburg, FNAC Sammlung, Frankreich, Gallery of Modern Art, Queensland, Magasin 3 Stockholm Konsthall und South Bank Brisbane, Queensland, sowie in Unternehmenssammlungen wie DaimlerChrysler, Berlin, Sammlung Deutsche Bank, Frankfurt/M., Sammlung UBS AG, München / Zürich und auch im Bundesarbeitsgericht in Erfurt.

## Werke im öffentlichen Raum

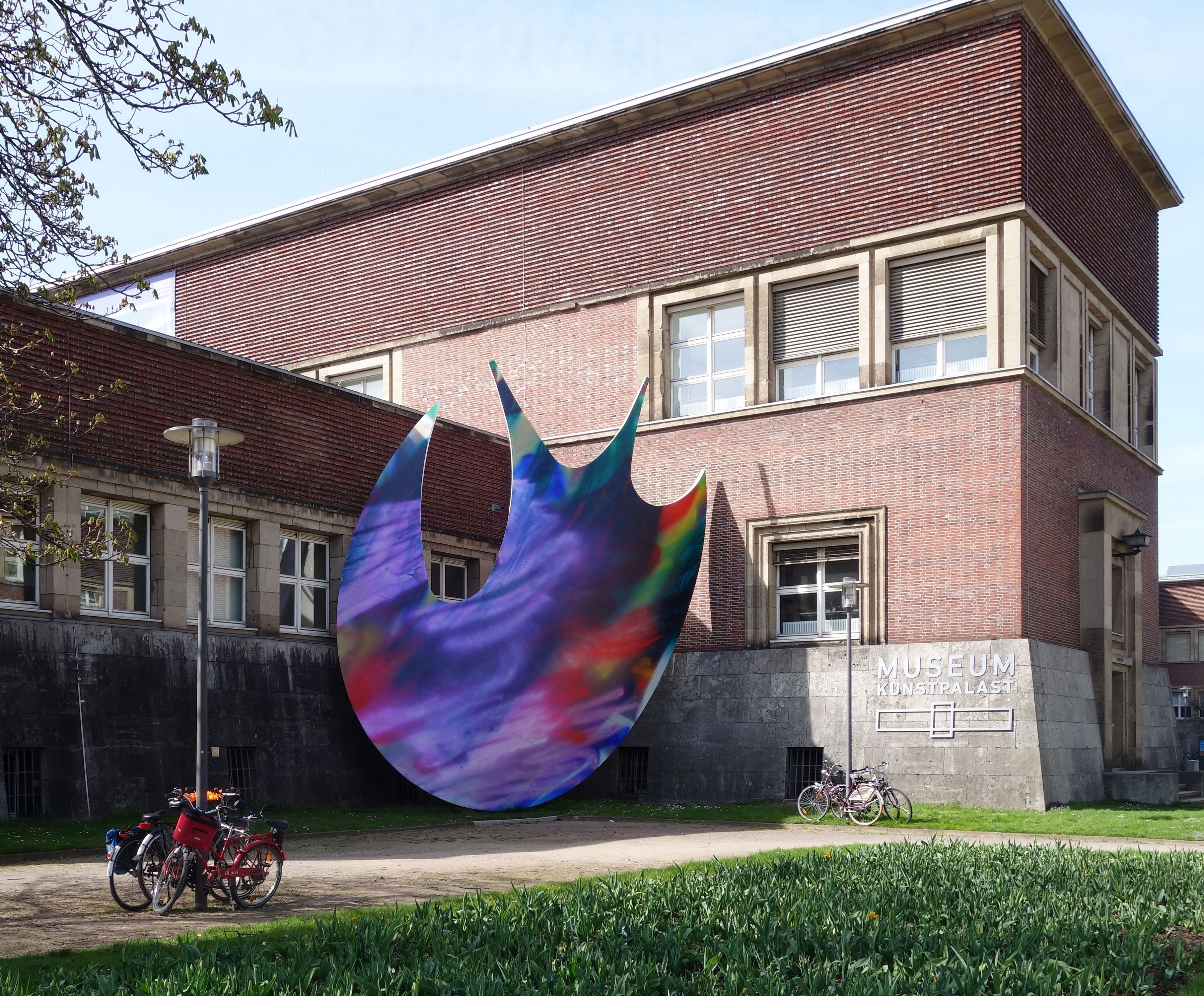
Ohne Titel (Ellipse), 2009, Acryl auf glasfaserverstärktem Kunststoff, 1.117 × 803 × 10 cm; Düsseldorf Ehrenhof

- CHOIR, temporär während der Art Basel, 2025
- Rockaway!, Installation, Fort Tilden, Queens, New York City, USA, 2016.[5][6]
- Untitled, Kölner Verkehrsbetriebe - Haltestelle Chlodwigplatz, Köln, Köln, 2015.
- Untitled, Ehrenhof Düsseldorf, 2014.
- Just Two Of Us, MetroTech Commons, Public Art Fund, New York, 2013.
- Blue Orange, Vara Bahnhof, Schweden, 2012.
- Seven Days Time, Kunstmuseum Bonn, 2011.
- Untitled, Greater Toronto Airports Authority, 2003.

## Ausstellungen

### Einzelausstellungen (Auswahl)

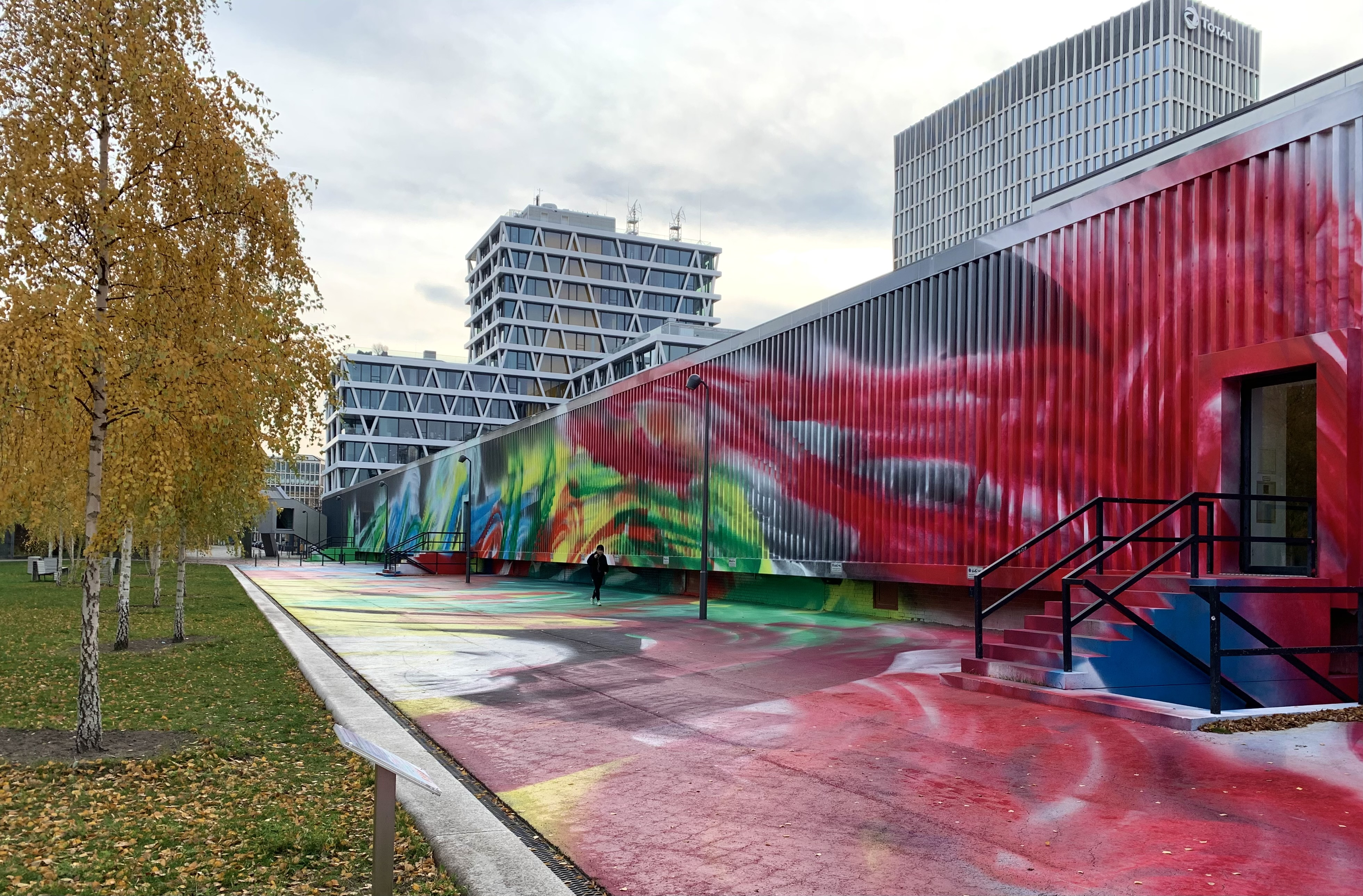
Katharina Grosse - It Wasn’t Us, Berlin Hamburger Bahnhof, 2020

- 2025: Wunderbild, Deichtorhallen, Hamburg[7]
- 2025/26: Katharina Grosse. The Sprayed Dear, Staatsgalerie Stuttgart[8]
- 2024/25: Katharina Grosse. Shifting the Stars, Centre Pompidou-Metz
- 2024: Katharina Grosse - Studio Paintings 1988–2023, Kunstmuseum Bonn
- 2023/24: Katharina Grosse Warum Drei Töne Kein Dreieck Bilden, Albertina Wien[9]
- 2023: Kunstmuseum Bern
- 2022: Katharina Grosse. Wolke in Form eines Schwertes, Moderne Galerie des Saarlandmuseums Saarbrücken
- 2020: Katharina Grosse - It Wasn’t Us, Berlin Hamburger Bahnhof, Berlin[10]
- 2016: Katharina Grosse, Museum Frieder Burda, Baden-Baden, 11. Juni – 9. Oktober 2016
- 2015: Sieben Stunden, Acht Stimmen, Drei Bäume, Museum Wiesbaden, Wiesbaden, 10. Juli 2015 – 11. Oktober 2015,
- 2014: Inside the Speaker, Museum Kunstpalast, Düsseldorf, 30. September 2014 bis 1. Februar 2015[11]
- 2014: Wer, ich? Wen, Du?, Kunsthaus Graz, Österreich[12]
- 2013: WUNDERBLOCK, Nasher Sculpture Center, Dallas
- 2013: Two younger women come in and pull out a table, De Pont Museum for Contemporary Art, Tilburg, Niederlande
- 2012: Third Man Begins Digging Through Her Pockets, MOCA Cleveland Ohio, USA
- 2010: Katharina Grosse, Quadriennale 2010, Johanneskirche / Kunsthalle Düsseldorf
- 2010: One Floor Up More Highly, MASS MoCA, North Adams, USA
- 2009: Shadowbox, Temporäre Kunsthalle Berlin
- 2009: stuntweed, Neues Museum, Nürnberg
- 2009: Hello Little Butterfly I Love You What's Your Name, Museum for Moderne Kunst, Arken
- 2008: Skrow No Repap, FRAC Auvergne, Clermont-Ferrand (Part 2)
- 2008: Another Man Who Has Dropped His Paintbrush, Galleria Civica, Modena
- 2007: Atoms Outside Eggs, Museu de Arte Contemporânea (Fundação de Serralves), Porto
- 2007: Atoms Inside Ballons, Renaissance Society, Chicago
- 2007: Picture Park, Queensland Art Gallery South Bank, Brisbane, Queensland
- 2007: The Flowershow, FRAC Auvergne, Clermont-Ferrand (Part 1)
- 2006: Holey Residue, De Appel, Amsterdam
- 2006: Cincy, Contemporary Arts Center, Cincinnati, Ohio
- 2005: Constructions Á Cru, Palais de Tokyo, Paris; Bergen Kunsthall, Bergen
- 2004: Infinite Logic Conference, Magasin 3 Stockholm Konsthall, Stockholm
- 2004: Double Floor Painting, Kunsthallen Brandts Klædefabrik, Odense
- 2004: SAFN, Reykjavík
- 2004: Contemporary Arts Museum Houston
- 2004: If Music No Good I No Dance, Viafarini, Mailand
- 2003: Fred-Thieler-Preis 2003, Berlinische Galerie, Berlin
- 2002: Cool Puppen, Ikon Gallery, Birmingham und Städtische Galerie im Lenbachhaus, München[13]
- 2002: Der weisse Saal trifft sich im Wald, Kunstmuseum St. Gallen
- 2002: Ich wüßte jetzt nichts, Kunsthalle zu Kiel
- 2001: Katharina Grosse, UCLA Hammer Museum, Los Angeles
- 2001: Artsonje Museum, Gyeongju, Südkorea

### Gruppenausstellungen (Auswahl)
- 2019: Postcard reloaded, Europäischer Kunstverein im Kunstraum Potsdam
- 2022: La Couleur en fugue, Fondation Louis Vuitton, Paris[14]

## Auszeichnungen und Preise
- 2015: Otto-Ritschl-Preis, Wiesbaden
- 2014: Oskar-Schlemmer-Preis, Land Baden-Württemberg
- 2010: Mitglied der Akademie der Künste in Berlin
- 2003: Fred-Thieler-Preis
- 1995: Stipendiatin der Stiftung Kunstfonds
- 1993: Schmidt-Rottluff-Stipendium
- 1992: Villa-Romana-Stipendium, Florenz

### Artikel und Interviews
- Interview between Lynn M. Herbert and Katharina G. Katharina Grosse in: Perspectives 143: Katharina Grosse. Contemporary Arts Museum Houston, 2004
- Katharina Grosse in Antipodes: Inside the White Cube (London: White Cube, 2003) Ed. Louise Neri
- Frieze d/e No. 8 February - March 2013, Kirsty Bell, Gegen die Wand / Off the Wall, 100 pp, ed. Mareike Dittmer and Jörg Heiser, Berlin, 2013
- Flash Art (International Edition): Katharina Grosse Frank Nitsche Picture Spatiality, Interview by Viktor Neumann, Vol XLIV, No. 281, November-December 2011
- Bomb Magazine: Interview by Ati Maier, Nr. 115 Spring 2011, pp. 68–76
- Edony, David: Chromatic Theater, in: Art in America, Nr. 8, September 2011, pp. 96–102.
- Fuchs, Rainer: Malerei als Beziehungsspiel - Anmerkungen zu Katharina Grosse, in: Parkett, Nr. 63, 2001, S. 154–162.
- Kurzmeyer, Roman: Reflexiv, in: Parkett, Nr. 74, 2005, S. 140–143.
- Obrist, Hans Ulrich, Orly. Ein Gespräch mit Katharina Grosse, in: Parkett, Nr. 74, 2005, pp. 126–133.
- Volk, Gregory: Ungehemmtes Denken im öffentlichen Raum: Die Architekturmalereien der Katharina Grosse, in: Parkett, Nr. 74, 2005, S. 118–123
- Claudia Müller: „Kulturzeit“ (Fernsehsendung). In: 3sat. 2. März 2017 (5:30 Min.)
- Gerd Presler: Katharina Grosse (* 1961) Für mich gibt es nur Gegenwart. (For me there is only present.) in: Gerd Presler, AM ANFANG - Zeichnungen aus der Kindheit grosser Künstlerinnen und Künstler. Karlsruhe/Weingarten, ISBN 978-3-00-069585-8, S. 22–27.
- Ulrike Knöfel: Mut zum Machen. In: Der Spiegel. Nr. 25 / 13. Juni 2020, S. 118–120.